# Burney (Californië)
Burney is een plaats (census-designated place) in de Amerikaanse staat Californië, en valt bestuurlijk gezien onder Shasta County.

## Demografie
Bij de volkstelling in 2000 werd het aantal inwoners vastgesteld op 3217.

## Geografie
Volgens het United States Census Bureau beslaat de plaats een oppervlakte van
13,4 km², geheel bestaande uit land. Burney ligt op ongeveer 970 m boven zeeniveau.

## Toerisme

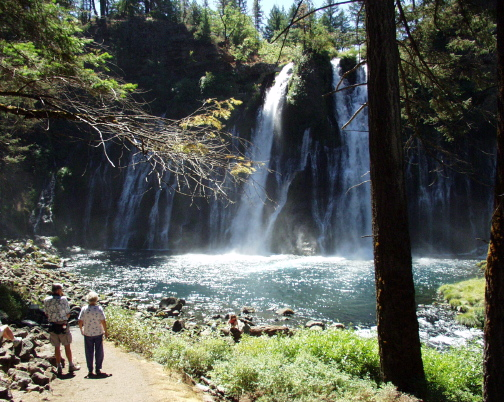
Burney Falls

Rond Burney wordt veel aan vliegvissen gedaan. Tevens komen veel toeristen af op het McArthur-Burney Falls Memorial State Park, dat vooral bekend is vanwege zijn waterval.

## Plaatsen in de nabije omgeving
De onderstaande figuur toont nabijgelegen plaatsen in een straal van 40 km rond Burney.